# Francesco Canali
Francesco Canali (Perugia, 20 ottobre 1764 – Roma, 11 aprile 1835) è stato un cardinale e arcivescovo cattolico italiano.

## Biografia
Nacque a Perugia il 20 ottobre 1764.
Venne ordinato sacerdote il 20 dicembre 1788 e dal 4 ottobre 1797 almeno fino all'aprile 1806 fu rettore del Seminario perugino.
Il 16 giugno 1810, insieme ad altri canonici di Perugia, rifiutò di prestare giuramento di fedeltà al governo napoleonico e fu quindi esiliato a Piacenza. Successivamente, nel marzo 1811, fu deportato in Corsica, a Bastia, dove fu liberato dalla popolazione insorta nella seconda domenica dopo Pasqua del 1814. Il 22 settembre dello stesso anno fu nominato da Pio VII vescovo di Spoleto, dove rimase fino al 28 agosto 1820, quando passò alla diocesi di Tivoli, di cui fu eletto vescovo nell'ottobre dello stesso anno. In questa veste prestò assistenza alla popolazione tiburtina, colpita dalla rotta dell'Aniene il 16 novembre 1826. Nel 1827 lasciò Tivoli perché chiamato da Leone XII a ricoprire la carica di segretario della Congregazione dei vescovi e regolari.
Papa Gregorio XVI lo creò cardinale, del titolo di San Clemente, il 30 settembre 1831, riservandosene però in pectore la pubblicazione, che si avrà solo nel concistoro del 23 giugno 1834, meno di un anno prima della morte del Canali, avvenuta a Roma l'11 aprile 1835 all'età di 70 anni. È sepolto nella basilica di San Clemente, di cui - come si è detto - era titolare.